# Неукротимият Спирит
„Неукротимият Спирит“ (на английски: Spirit Untamed) е американски компютърно-анимационен приключенски филм от 2021 година, продуциран от DreamWorks Animation и разпространен от Universal Pictures. Филмът е режисиран от Илейн Боган и корежисиран от Енио Торесан-младши, в техните режисьорски дебюти по сценарий, написан от Оури Уолингтън и Кристин Хан. Това е второто театрално филмово издание на поредицата „Спирит“ (Spirit), филмът е спиноф на традиционно анимирания филм „Спирит: Жребецът от Симарон“ (Spirit: Stallion of the Cimarron) от 2002 година и се базира на неговия анимиран спиноф телевизионен сериал Spirit Riding Free, разработен от Уолингтън.
Главният озвучаващ състав се състои от Изабела Мерсед, Джейк Джилънхол, Марсай Мартин, Маккена Грейс, Джулиан Мур, Уолтън Гогинс и Ейса Гонсалес, и историята проследява младо момиче на име Лъки Прескот, което се премества в Мирадеро, малък пограничен град, където среща див мустанг на име Спирит и веднага се сприятелява с него. Филмът е обявен за разработка през октомври 2019 г., а продукцията е извършена дистанционно по време на пандемията от COVID-19. Филмът излиза в САЩ на 4 юни 2021 г. Филмът получава смесени отзиви от критиците.

## Сюжет
Внимание:  Текстът по-долу разкрива сюжета на произведението (или части от него)!
Лъки Прескот никога не е осъзнавала, че нейната покойна майка, Милагро Наваро, е безстрашна изпълнителка на каскадьорска езда, която загива при инцидент от Мирадеро, малък селски град на ръба на широко отворената граница. Подобно на майка си, Лъки не се радва на правила и ограничения, което е накарало леля ѝ Кора да се тревожи за нея. Лъки е израснала в град на Източното крайбрежие под зоркото око на Кора, но когато Лъки притиска собствения си късмет с твърде много рискови ескапади, Кора вдига колове и ги премества обратно заедно с бащата на Лъки, Джим, в Мирадеро. Лъки определено не е впечатлен от сънливия малък град. Въпреки това тя се променя в сърцето си, когато среща дивия мустанг Спирит, който споделя нейната независима идеология, и се сприятелява с двама местни конници, Абигейл Стоун и Пру Грейнджър, в които бащата на последния, стабилен собственик Ал Грейнджър, е най-добрият приятел на бащата на Лъки. Когато злият конски спорник и неговият екип планират да заловят Спирит и неговото стадо и да ги търгуват за живот в плен и тежък труд, Лъки вписва новите си приятели и смело се впуска в приключението на цял живот, за да спаси коня, който ѝ е дал свобода и чувство за цел и е помогнал на Лъки да открие връзка с наследството на майка си, която тя никога не е очаквала.

## Актьорски състав
- Изабела Мерсед – Фортуна Есперанца „Лъки“ Прескот, дъщеря на Милагро и Джим, племенница на Кора и приятелка на Пру и Абигейл.[4]
- Джейк Джилънхол – Джеймс „Джим“ Прескот бащата-вдовец на Лъки и най-малкия брат на Кора.[4]
- Марсай Мартин – Прудънс „Пру“ Грейнджър, един от приятелките на Абигейл и Лъки и дъщеря на Ал.[4]
- Макена Грейс – Абигейл Стоун, една от приятелките на Лъки и Пру.[4]
- Джулиан Мур – Кора Прескот, леля на Лъки и по-голямата сестра на Джим.[4]
- Уолтър Гогинс – Хендрикс, водачът на банда конни спорници и главният злодей.[4]
- Ейса Гонсалес – Милагро Наваро-Прескот, известната ездачка на коне и покойната майка на Лъки.[4]
- Андре Браугхър – Ал Грейнджър, бащата на Пру.[4]
- Лусиан Перез – Снипс Стоун, малкия брат на Абигейл.[5]

## Производство
На 7 октомври 2019 г. DreamWorks Animation обявяеа, че се разработва отделен филм на „Спирит: Жребецът на Симарон“ (Spirit: Stallion of the Cimarron), както и адаптация на неговия отделен телевизионен сериал Spirit Riding Free, с Илейн Боган, който служи като режисьор по сценарий на разработчика на сериала Аури Уолингтън и да е продуциран от Карън Фостър. Филмът е продуциран с по-нисък бюджет и е направен от различно анимационно студио извън DreamWorks, подобно на „Капитан Гащи: Първото епично приключение“ (Captain Underpants: The First Epic Movie). След първия трейлър е потвърдено, че Jellyfish Pictures, които са работили по How to Train Your Dragon: Homecoming, ще осигурят анимацията на филма.
Продукцията на филма е направена и е преместена да работи дистанционно по време на пандемията на COVID-19.

## Музика
На 6 май 2021 г. е потвърдено, че Ами Дохърти композира музиката към филма. Същия ден сингъл със заглавие Fearless (Valiente Duet), изпълнен от Изабела Мерсед и Ейса Гонсалес, е пуснат от Back Lot Music. Вторият сингъл, озаглавен You Belong, изпълнен от Беки Джи, е пуснат на 20 май 2021 г. Саундтракът във филма е пуснат на 28 май 2021 г. и допълнително с Робин Пекнолд и Флийт Фоксес, е представен в няколко парчета, допринасящи за вокални хармонии с Ейса Гонсалес.

## Саундтрак
Цялата музика е композирана от Ами Дохърти, освен както е отбелязано.
| 1.  | You Belong                                              | Becky G                                       | 3:16 |
| 2.  | Fearless                                                | Изабела Мерсед                                | 4:15 |
| 3.  | Better With You                                         | Изабела Мерсед                                | 2:57 |
| 4.  | Be Fearless, Fortuna! (с Робин Пекнолд и Ейса Гонсалес) |                                               | 1:52 |
| 5.  | Squirrel Chase                                          |                                               | 1:01 |
| 6.  | Meeting Spirit & Main Title (с Робин Пекнолд)           |                                               | 2:46 |
| 7.  | Welcome to Miradero                                     |                                               | 2:02 |
| 8.  | Everybody Knew Milagro                                  |                                               | 1:27 |
| 9.  | Snips & Abigail                                         |                                               | 1:46 |
| 10. | You Look Just Like Your Mom (с Робин Пекнолд)           |                                               | 3:07 |
| 11. | Hendricks Tries to Break Spirit                         |                                               | 2:10 |
| 12. | Getting Familiar                                        |                                               | 2:09 |
| 13. | Takes Two To Tango                                      |                                               | 2:36 |
| 14. | Wild Ride                                               |                                               | 3:16 |
| 15. | Fireflies (с Робин Пекнолд и Ейса Гонсалес)             |                                               | 2:50 |
| 16. | Spirit’s Herd (с Робин Пекнолд)                         |                                               | 2:45 |
| 17. | Wranglers (с Робин Пекнолд)                             |                                               | 2:40 |
| 18. | Ridge of Regret                                         |                                               | 1:14 |
| 19. | I Am The Train                                          |                                               | 1:48 |
| 20. | The Two-Hand Pickup                                     |                                               | 1:53 |
| 21. | Rescue Mission                                          |                                               | 2:10 |
| 22. | Leap of Faith                                           |                                               | 3:40 |
| 23. | Hero Dads                                               |                                               | 2:34 |
| 24. | Stay Wild, Brave One (с Робин Пекнолд)                  |                                               | 3:20 |
| 25. | Fearless (Valiente Duet)                                | Изабела Мерсед и Ейса Гонсалес                | 4:14 |
| 26. | You Belong (Tu Lugar)                                   | Becky G                                       | 3:16 |
| 27. | Join Up                                                 | Маккена Грейс, Марсай Мартин и Изабела Мерсед | 1:05 |

## Пускане
Филмът е пуснат театрално на 4 юни 2021 г. Преди това е насрочено за 14 май 2021 г.

## В България
В България филмът е пуснат по кината на същата дата от Форум Филм България с български нахсинхронен дублаж.